# Panalingaán
Panalingaán es un barrio rural del municipio filipino de primera categoría de Rizal perteneciente a la provincia  de Paragua en Mimaro,  Región IV-B.
En 2007 Panalingaán contaba con  3.368 residentes.

## Geografía
El municipio de Rizal se encuentra situado en el extremo sur de la parte continental de la isla de Paragua en su costa occidental al mar de la China Meridional. Linda al norte con el municipio de Alfonso XIII (Quezón), al sur con el de Marangas (Bataraza) y al este con el de Punta de Brook  (Brooke's Point).
Este barrio, continetal se sitúa al sur del municipio en la costa oeste de la isla.
Linda al nordeste con el barrio de Culasián, cuyo límite se sitúa en la ensenada de Sumbuling, al norte de punta Tinugpan;
al noroeste con la costa del mar de la China Meridional entre la bahía de Marasi y la ensenada de Sumbuling.
al suroeste con el barrio de Taburi;
y al sureste con los barrios de Tarusán y de Bulalacao, ambos del municipio vecino de Marangas (Bataraza), en la costa este de Isla de La Paragua.
Forma parte de este barrio la pequeña isla de Ditadita situada frente a la punta de Balintang.

### Demografía
El barrio de Panalingaán contaba en mayo de 2010 con una población de 3.421 habitantes. Población de 4.556 habitantes (agosto de 2015).

## Historia
En 1858, la provincia de Calamianes fue dividida en dos provincias: Castilla, al norte con Taytay como capital; Asturias,  en el sur,  con Puerto Princesa como capital y los municipios de Aborlan, Narra, Quezón, Sofronio Española, Punta de Broke, Rizal y Bataraza; y la pequeña isla de Balábac, 
Lugar era conocido como Tarumpitao en el municipio de  Quezón.
El municipio de Quezon fue creado en 1951 con de los barrios de Berong y Alfonso XIII de Aborlán;  de Iraán, Conduaga (Candawaga) y Canipán (Canipaan) del de punta de Brook.
En 1957, los Sitios de Campong Ulay, Ransang, Conduaga (Candawaga), Culasián, Panalingaán,  Taburi,  Latud y de  Canipán (Canipaan)  se convirtieron en barrios.
El 14 de abril de 1983 se crea este municipio con el nombre de Marcos.
En 1987 cambia su nombre por el de Rizal en honor de José Rizal.